# Sam LaPorta
Samuel Joseph „Sam“ LaPorta (geboren am 12. Januar 2001 in Highland, Illinois) ist ein US-amerikanischer American-Football-Spieler auf der Position des Tight Ends. Er spielte College Football für die University of Iowa. Im NFL Draft 2023 wurde LaPorta in der zweiten Runde von den Detroit Lions ausgewählt.

## Highschool und College
LaPorta besuchte die Highschool in seiner Heimatstadt Highland, Illinois. Dort spielte er Football als Wide Receiver und als Defensive Back, zudem war er als Leichtathlet aktiv und spielte Basketball.
Ab 2019 ging LaPorta auf die University of Iowa, um College Football für die Iowa Hawkeyes zu spielen. Dort wechselte er auf die Position des Tight Ends und musste dazu zunächst Gewicht aufbauen. Da die Hawkeyes mit den Abgängen von T. J. Hockenson und Noah Fant in die NFL zwei wichtige Spieler auf seiner Position verloren hatten, kam LaPorta dennoch bereits in seiner ersten Saison am College zum Einsatz. In den ersten sieben Spielen kam er lediglich bei 36 Snaps zum Einsatz, bevor er durch einen verletzungsbedingten Ausfall eines anderen Spielers mehr Spielzeit erhielt. Letztlich verzeichnete LaPorta als Freshman zwei Spiele als Starter und fing insgesamt 15 Pässe für 188 Yards und zwei Touchdowns. In der Saison 2020 nahm er daraufhin eine größere Rolle ein und fing bereits beim Saisonauftakt fünf Pässe für 71 Yards und war damit der erfolgreichste Passempfänger seines Teams.
In der aufgrund der COVID-19-Pandemie verkürzten Saison fing er in acht Spielen 27 Pässe für 271 Yards und einen Touchdown. In der Spielzeit 2021 war LaPorta mit 53 gefangenen Pässen für 670 Yards jeweils der führende Tight End in der Big Ten Conference, dabei erzielte er drei Touchdowns. In seiner vierten und letzten Saison am College 2022 konnte LaPorta 58 Pässe für 657 Yards und einen Touchdown fangen. Er wurde in das All-Star-Team der Big Ten Conference gewählt sowie als Kwalick–Clark Tight End of the Year, also als bester Tight End der Big Ten Conference, ausgezeichnet. Insgesamt fing LaPorta in seiner Zeit für Iowa 153 Pässe für 1786 Yards sowie fünf Touchdowns, womit er zum Abschluss seiner College-Karriere der Tight End mit den meisten gefangenen Pässen und den zweitmeisten erzielten Yards in der Geschichte der Hawkeyes war.

## NFL
LaPorta wurde im NFL Draft 2023 in der zweiten Runde an 34. Stelle von den Detroit Lions ausgewählt. Bei den Lions sollte er die Lücke auf der Tight-End-Position schließen, die in der Vorsaison durch den Trade von T. J. Hockenson zu den Minnesota Vikings entstanden war. LaPorta konnte sich in seiner ersten NFL-Saison von Beginn an als wichtige Anspielstation von Quarterback Jared Goff etablieren. Am dritten Spieltag fing er beim Sieg gegen die Atlanta Falcons acht Pässe für 84 Yards sowie seinen ersten NFL-Touchdown. Mit 18 gefangenen Pässen in den ersten drei Spielen seiner Profikarriere stellte LaPorta zudem einen neuen Bestwert für einen Tight End auf.
Mit insgesamt 86 gefangenen Pässen stellte er einen neuen NFL-Rekord für Tight Ends in ihrem ersten Jahr auf, der allerdings in der folgenden Saison von Brock Bowers von den Las Vegas Raiders noch einmal übertroffen wurde. Dabei erzielte er 889 Yards Raumgewinn und zehn Touchdowns. LaPorta wurde in den Pro Bowl sowie in das Second-All-Pro-Team von Associated Press gewählt.
In der Saison 2024, seinem zweiten Jahr in der NFL, lief er in allen 16 Spielen, in denen er beteiligt war, als Starter auf. Seine Produktivität für die Offense der Detroit Lions erreichte zwar nicht ganz das Niveau des Vorjahres, zumal er durch diverse Verletzungen beeinträchtigt wurde, dennoch kam er nach der  Saison auf insgesamt 146 Receptions, dem höchsten Wert aller Tight Ends nach ihrer zweiten NFL-Saison. Außerdem erzielte er in dieser Spielzeit 726 Yards Raumgewinn sowie 7 Touchdowns. In der Divisional Round gegen die Washington Commanders fing LaPorta zwar 6 von 7 Pässen und erzielte einen Touchdown, konnte jedoch die überraschende Niederlage seines Teams gegen die Washington Commanders nicht verhindern.

## NFL-Statistiken
| 2023                               | DET   | 17 | 14 | 86  | 889  | 10,3 | 48 | 10 | 0 | 0 |
| 2024                               | DET   | 16 | 16 | 60  | 726  | 12,1 | 52 | 7  | 0 | 0 |
| Total                              | Total | 33 | 30 | 146 | 1615 | 11,1 | 52 | 17 | 0 | 0 |
| Quelle: pro-football-reference.com |       |    |    |     |      |      |    |    |   |   |